# Poriče
Poriče es un pueblo de la municipalidad de Bugojno, en el cantón de Bosnia Central, Bosnia y Herzegovina.

## Superficie
Posee una superficie de 24,04 kilómetros cuadrados.

## Demografía
Hasta 2013 la población era de 488 habitantes, con una densidad de población de 20,3 habitantes por kilómetro cuadrado.